# Shad Mehr
Shād Mehr (farsi شادمهر) è una città dello shahrestān di Mahvelat, circoscrizione di Shadmehr, nella provincia del Razavi Khorasan in Iran. Aveva, nel 2006, una popolazione di 3.369 abitanti.